# Brachysteles parvicornis
Brachysteles parvicornis is een wants uit de familie van de bloemwantsen (Anthocoridae). De soort werd het eerst wetenschappelijk beschreven door Achille Costa in 1847.

## Uiterlijk
De wants kan langvleugelig (macropteer), sublangvleugelig (submacropteer) en kortvleugelig (brachypteer) aangetroffen worden. De kortvleugelige varianten kunnen ongeveer 1,5 mm lang worden, de langvleugelige varianten 1 tot 2,5 mm. De wants heeft een kop, halsschild en scutellum dat zwart tot donkerbruin gekleurd is.  De vleugels zijn bruin tot lichtbruin met donkere delen op het gebied rond het scutellum, de  voorkant van de vleugels en het uiteinde van het verharde deel van de voorvleugels. Het vliezige, doorzichtige deel van de vleugels is grijs. De pootjes zijn lichtbruin, de antennes iets donkerder bruin. Het tweede antennesegment is aan het begin soms lichter.

## Leefwijze
De wants overleeft de winter als volgroeid dier en er zijn in gunstige gevallen twee generaties per jaar. De wantsen leven op zeer diverse plekken, op coniferen, onder de schors van plataan, in veenmos, tussen muurpeper op zoute of zanderige bodem maar ook in vochtige weilanden en voeden zich met oribatide mijten. De volwassen wantsen zijn van begin april tot november aan te treffen.

## Leefgebied
De soort is in Nederland zeldzaam en komt voor van West- en Zuid-Europa tot Noord-Afrika.